# 拉迪歐獸屬
拉迪歐獸屬（學名：Rhadiodromus）是合弓綱二齒獸類的一數，生存於三疊紀中期（安尼西階）的俄羅斯。